# Ptochophyle ambolosy
Ptochophyle ambolosy là một loài bướm đêm trong họ Geometridae.